# Yangshuo
Yangshuo léase Yáng-Shuó (en chino:阳朔县,pinyin:Yángshuò Xiàn) es una localidad china ubicada a orillas de los ríos Yulong y Lijiang (también conocido como río Li), en la región autónoma Zhuang de  Guangxi, a 60 km al sur de la ciudad de Guilin. Tiene una población de unos 300.000 habitantes[cita requerida].
Yangshuo, cuyo pintoresco paisaje Kárstico aparece en los billetes de 20 yuanes, es quizá uno de los destinos turísticos preferidos en la provincia de Guanxi. Su peculiar orografía está formada por pequeñas colinas de origen calcáreo que emergen de unos campos llanos inundados por los arrozales.
La base de su economía es precisamente la agricultura, dominada por el cultivo de arroz y naranjas, y por supuesto el turismo, que ha llegado a convertir algunas de sus principales calles en mercadillos al aire libre.
En sus alrededores se encuentran algunos enclaves de particular belleza como Yueliang Shan, o Pico de la Luna, colina de caliza en cuya cumbre hay un agujero que la atraviesa y cuya forma recuerda a la Luna.

Yangshuo
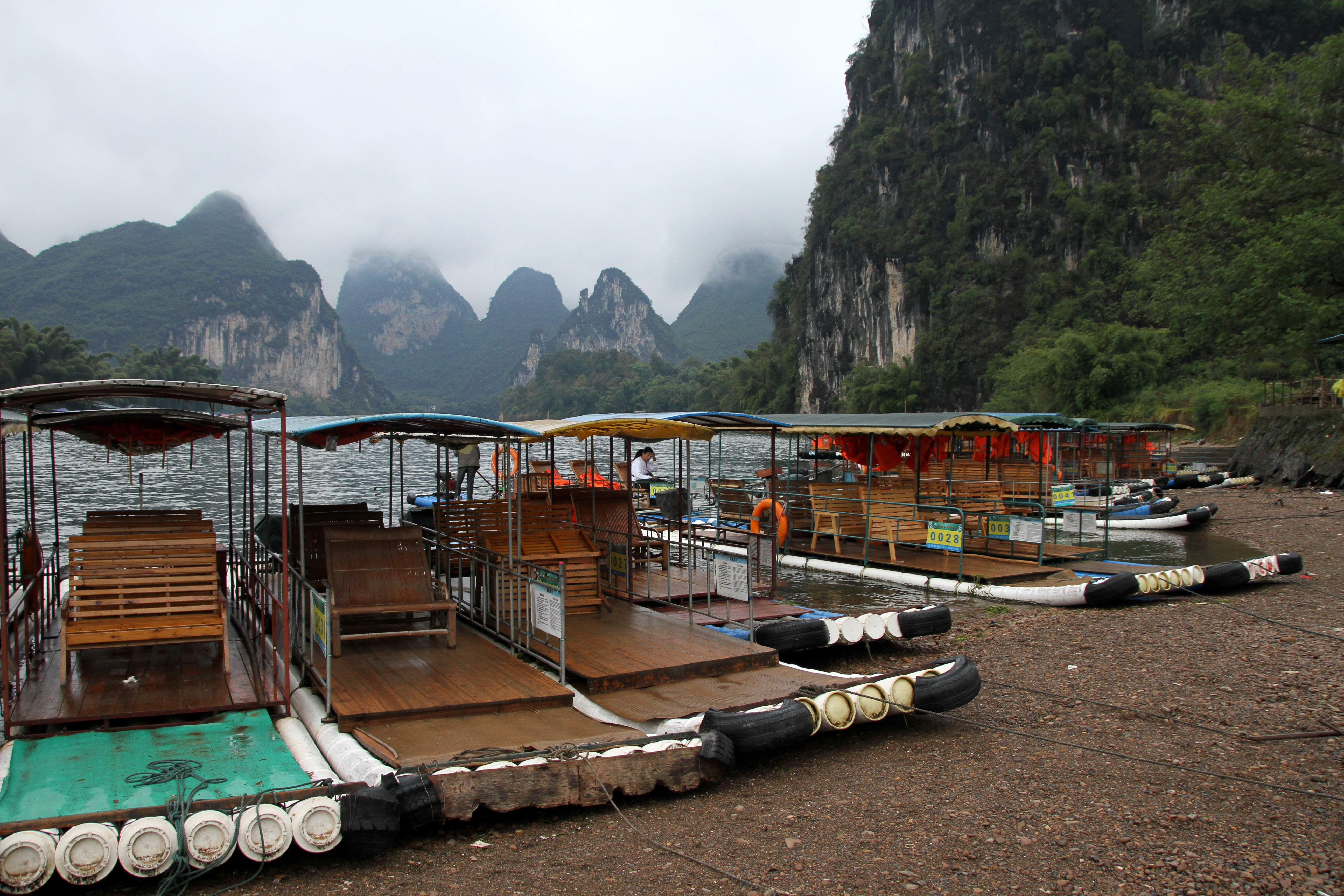
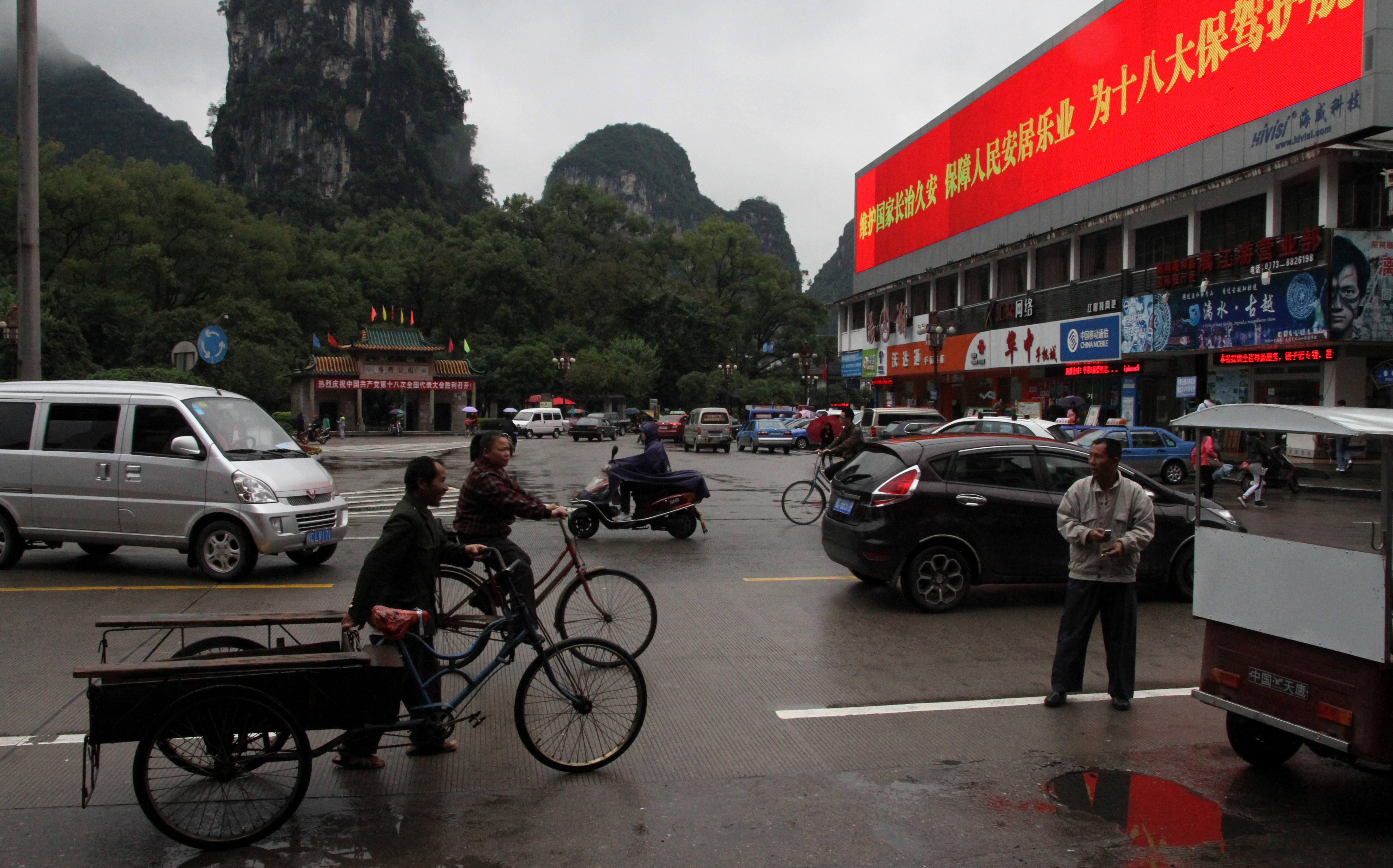
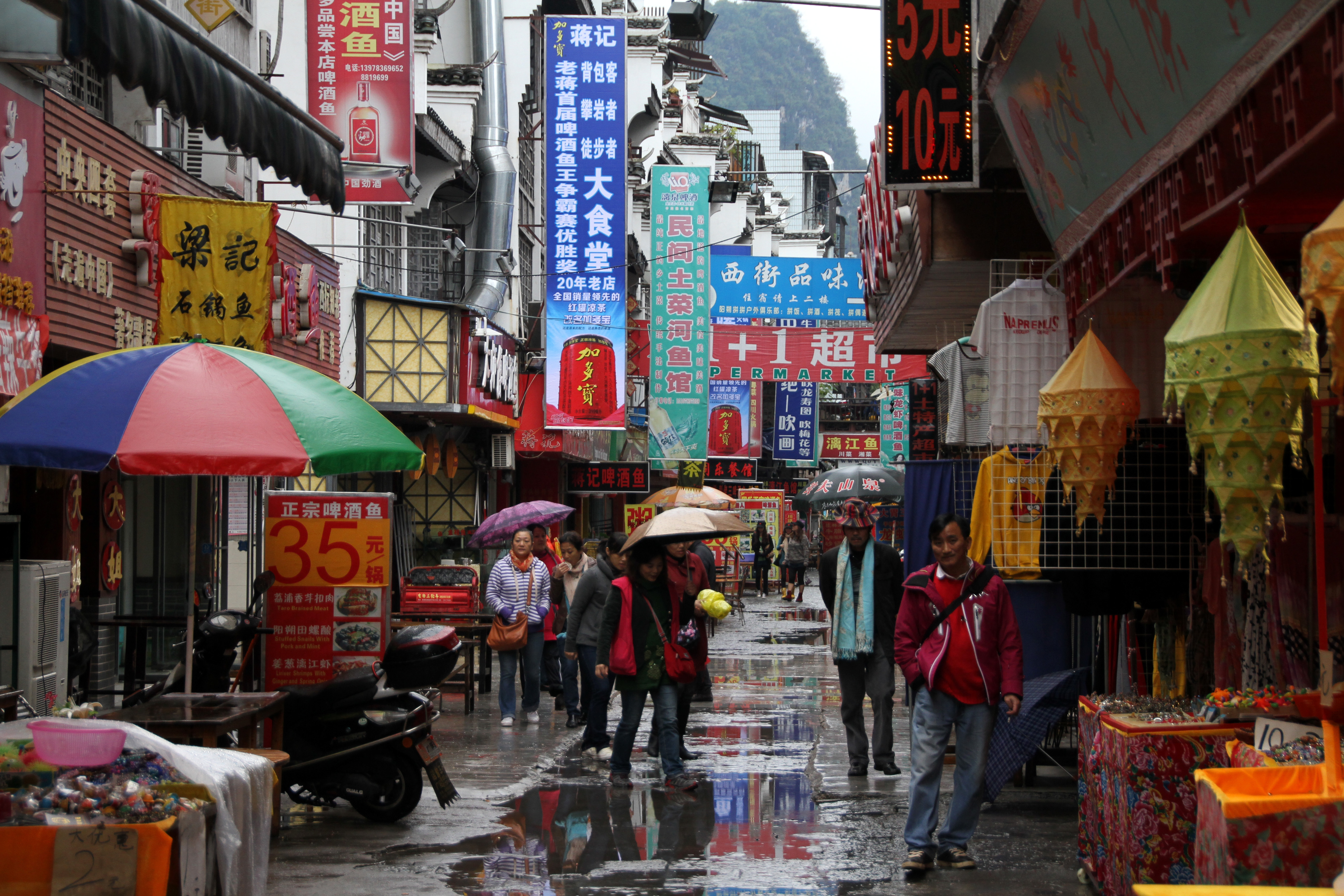
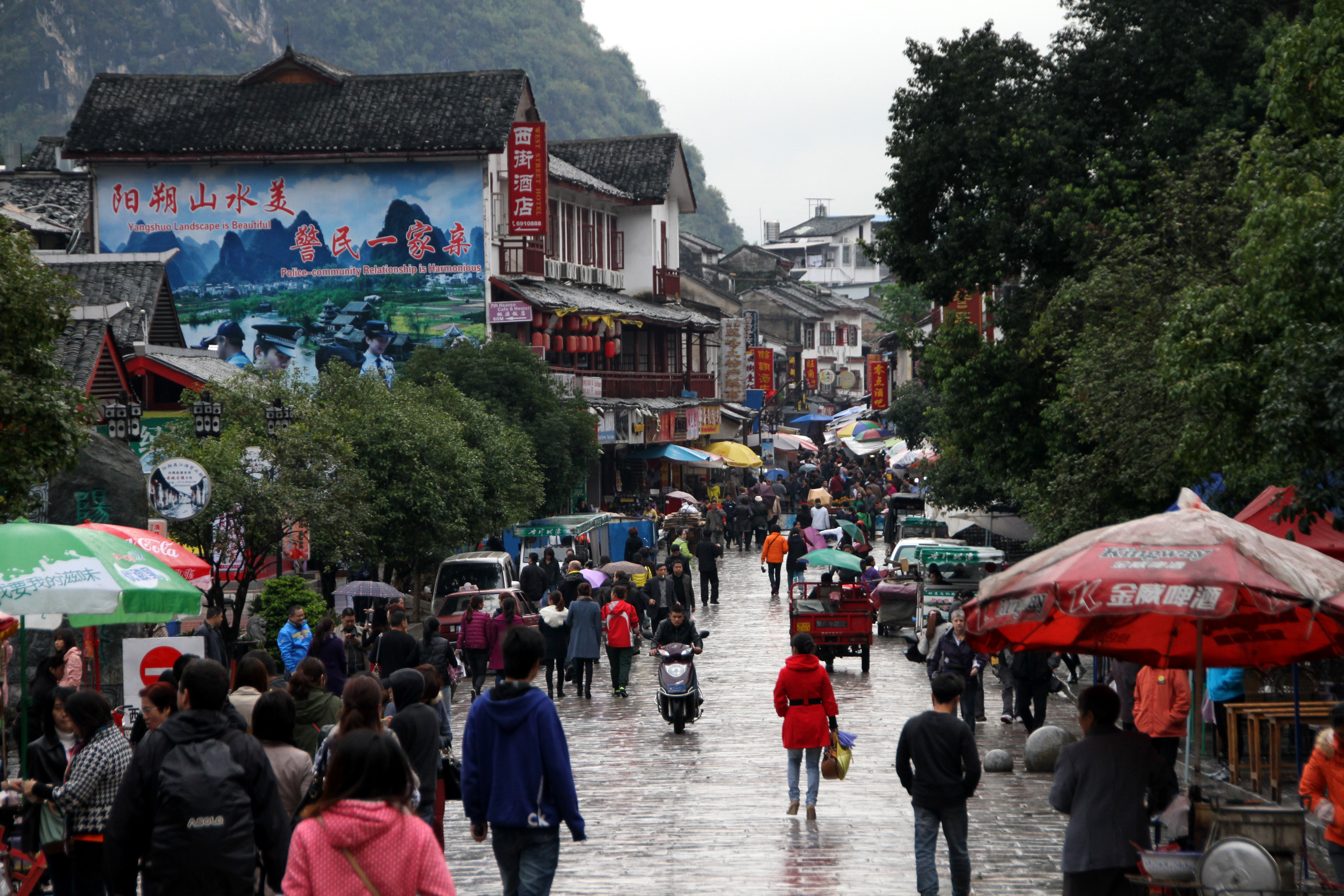
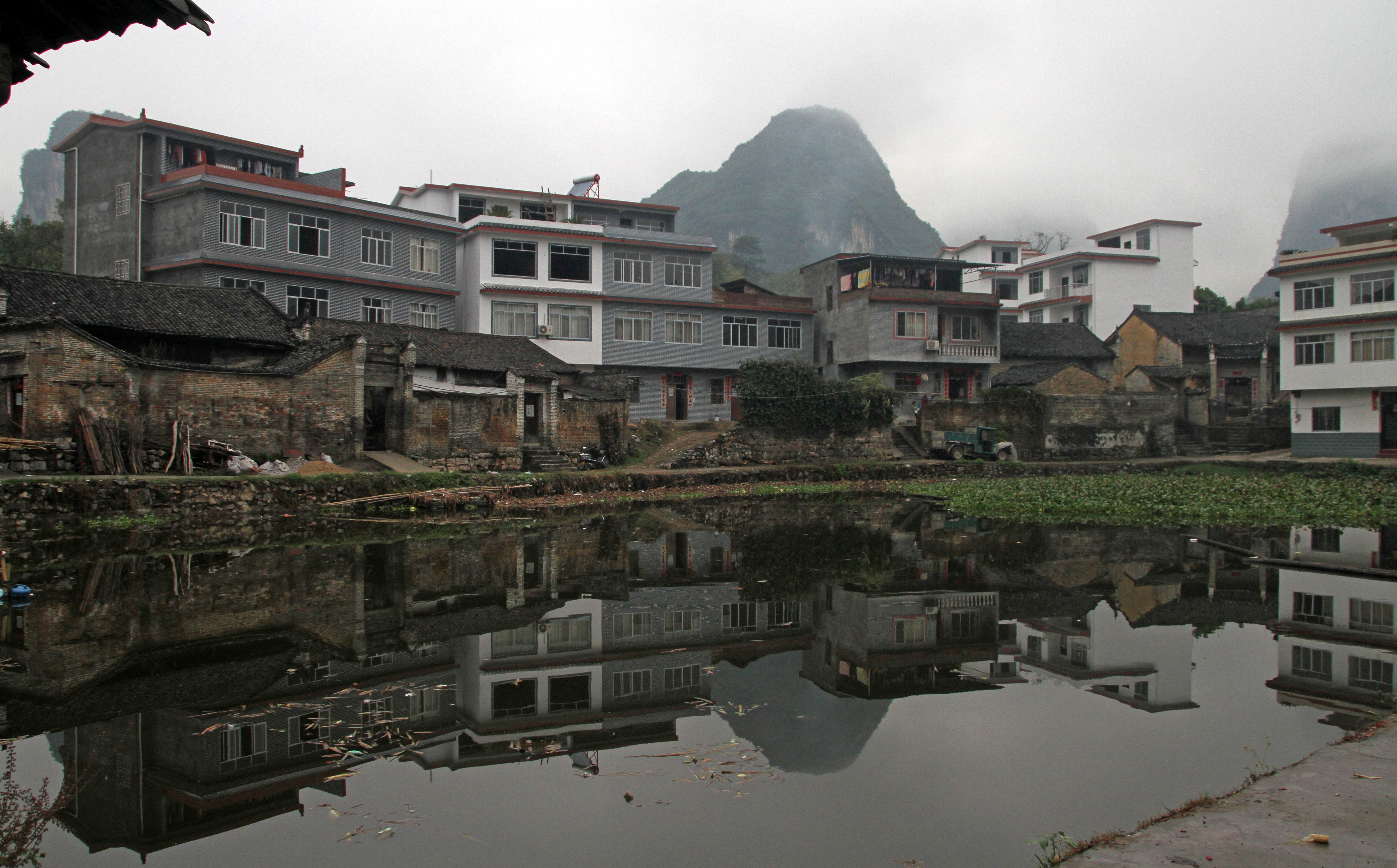
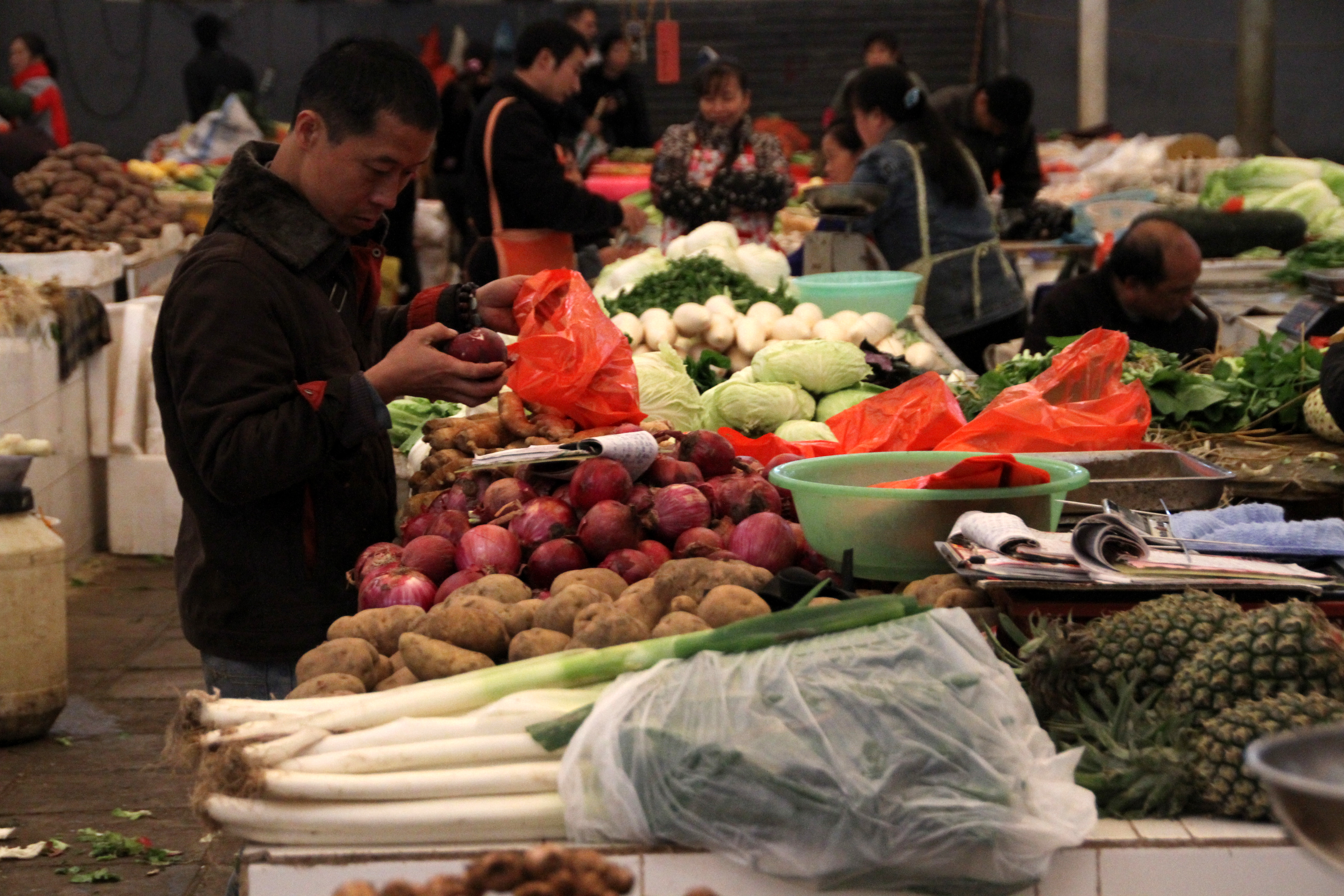
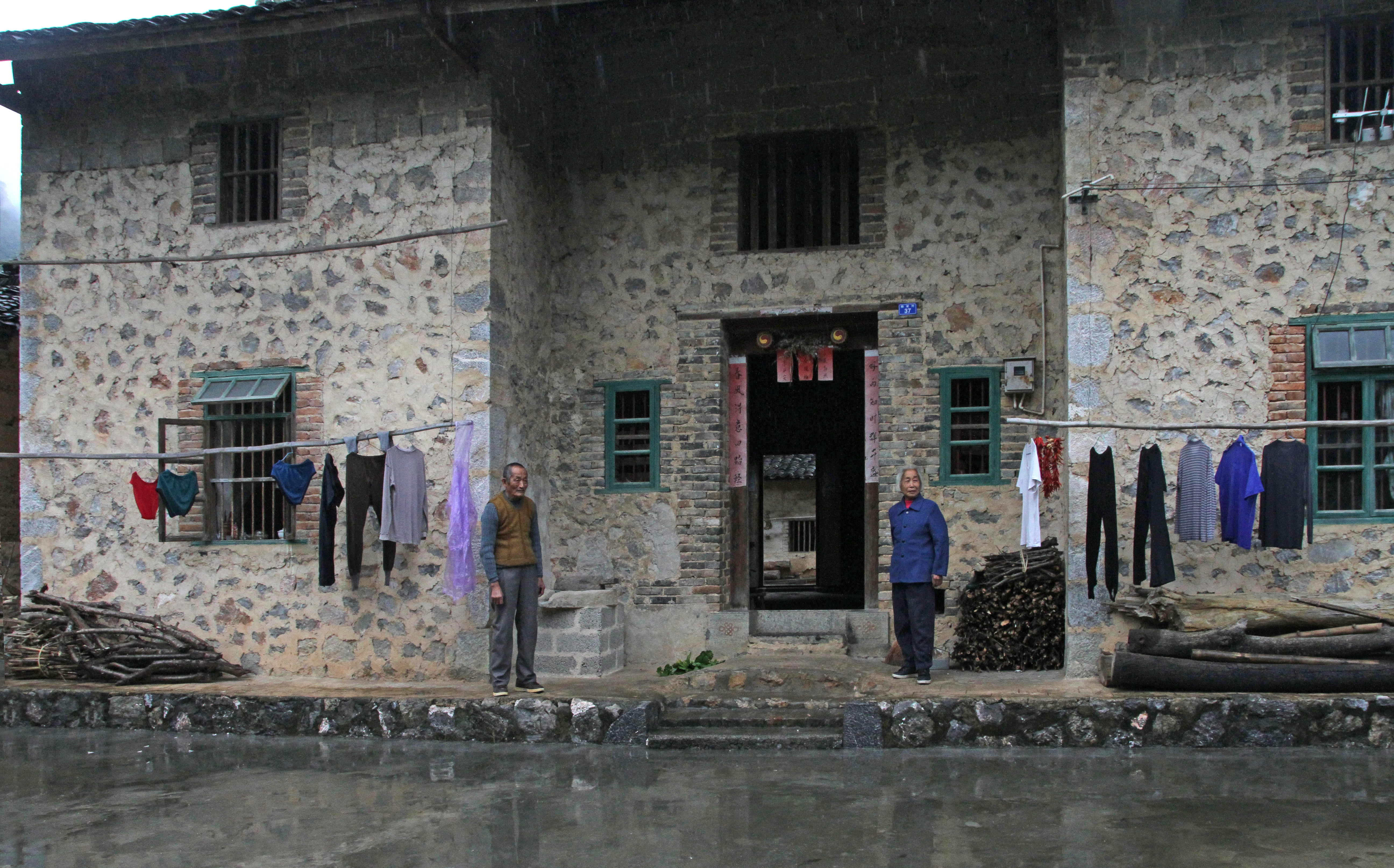
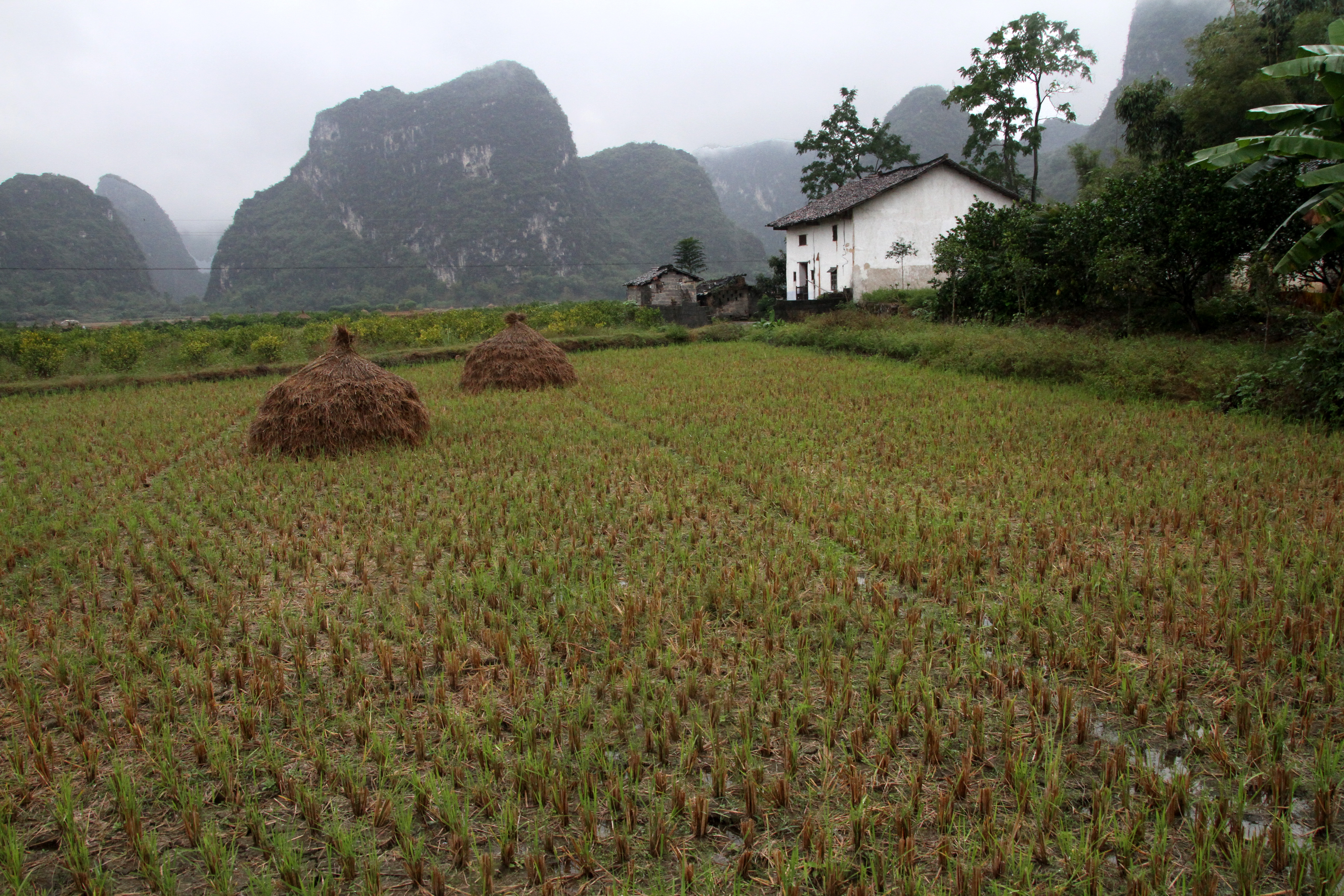